# Nalivkina
Nalivkina är en kulle i Antarktis. Den ligger i Östantarktis. Norge gör anspråk på området. Toppen på Nalivkina är 2 302 meter över havet, eller 26 meter över den omgivande terrängen. Bredden vid basen är 0,70 km.
Terrängen runt Nalivkina är huvudsakligen kuperad, men åt sydväst är den platt. Trakten är obefolkad. Det finns inga samhällen i närheten. 